# Эльдена
Эльдена (нем. Eldena) — община в Германии, в земле Мекленбург-Передняя Померания.
Входит в состав района Людвигслуст. Подчиняется управлению Грабов. Население составляет 1256 человек (на 31 декабря 2010 года). Занимает площадь 33,98 км².
Коммуна подразделяется на 5 сельских округов.